# Prokuratorzy generalni Irlandii

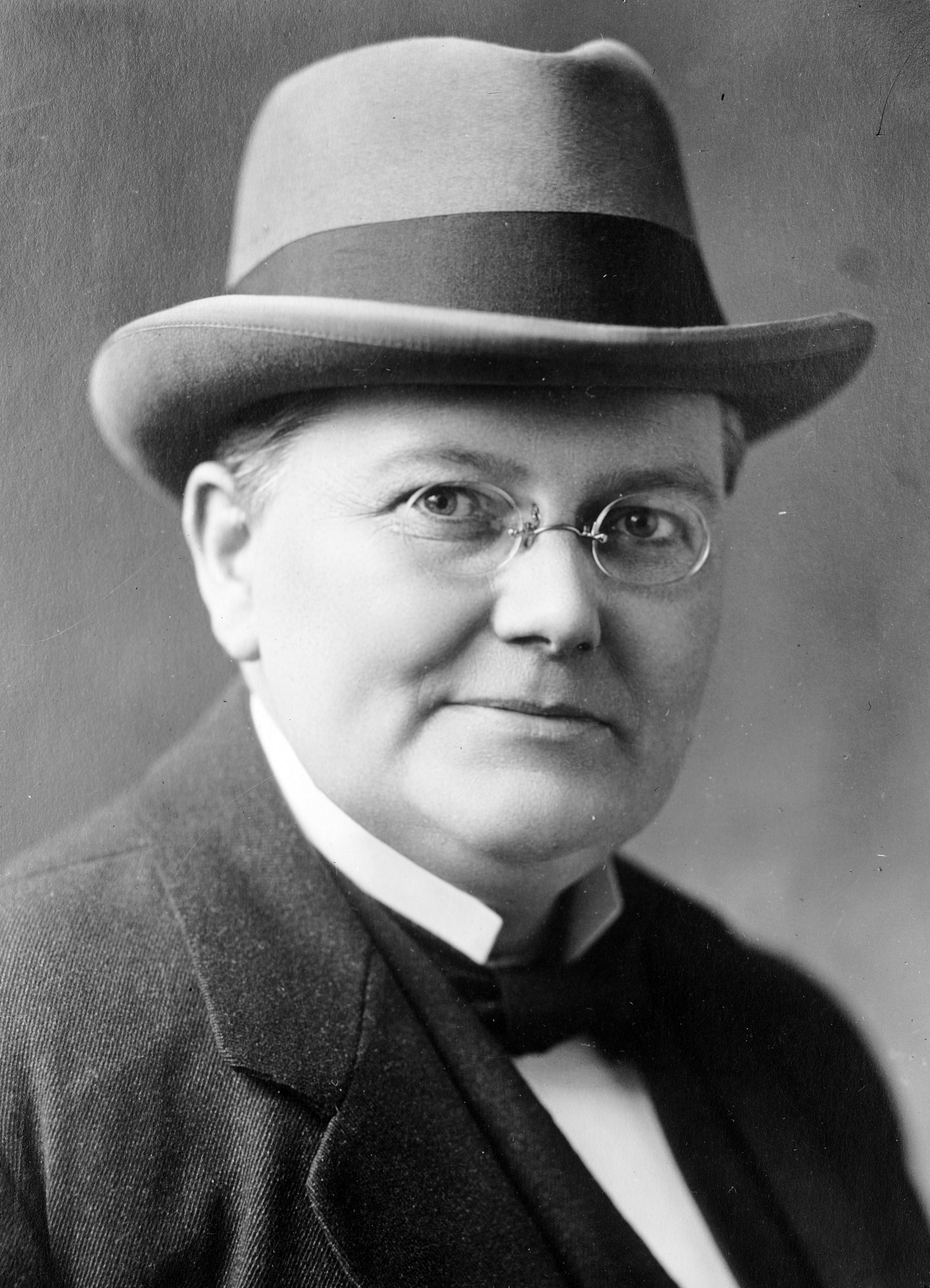
Hugh Kennedy, pierwszy Prokurator generalny

Prokurator generalny (ga. An tArd-Aighne), oficjalny doradca rządu Republiki Irlandzkiej w sprawach prawnych. Technicznie nie jest członkiem rządu, aczkolwiek uczestniczy w jego posiedzeniach, jest też zapraszany na zebrania gabinetu.
Prokurator doradza rządowi w sprawach zgodności z Konstytucją projektów ustaw i traktatów międzynarodowych. Jeśli prezydent skieruje ustawę do Sądu Najwyższego celem rozpatrzenia jej zgodności z Konstytucją, prokurator reprezentuje przed Sądem stronę rządową. Prokurator ma również ograniczone kompetencje w sprawach karnych.

## Prokuratorzy generalni Wolnego Państwa Irlandzkiego
- 1922–1924 : Hugh Kennedy
- 1924–1926 : John O’Byrne
- 1926–1932 : John A. Costello
- 1932–1936 : Conor Maguire
- 1936–1936 : James Geoghegan
- 1936–1937 : Patrick Lynch

## Prokuratorzy generalni Republiki Irlandzkiej
- 1938–1940 : Patrick Lynch
- 1940–1940 : Kevin Haugh
- 1940–1946 : Kevin Dixon
- 1946–1948 : Cearbhall Ó Dálaigh
- 1948–1950 : Cecil Lavery
- 1950–1951 : Charles Casey
- 1951–1953 : Cearbhall Ó Dálaigh
- 1953–1954 : Thomas Teevan
- 1954–1954 : Aindrias Ó Caoimh
- 1954–1957 : Patrick McGilligan
- 1957–1965 : Aindrias Ó Caoimh
- 1965–1973 : Colm Condon
- 1973–1977 : Declan Costello
- 1977–1977 : John M. Kelly
- 1977–1981 : Anthony J. Hederman
- 1981–1982 : Peter Sutherland
- 1982–1982 : Patrick Connolly
- 1982–1982 : John L. Murray
- 1982–1984 : Peter Sutherland
- 1984–1987 : John Rogers
- 1987–1991 : John L. Murray
- 1991–1994 : Harry Whelehan
- 1994–1994 : Eoghan Fitzsimons
- 1994–1997 : Dermot Gleeson
- 1997–1999 : David Byrne
- 1999–2002 : Michael McDowell
- 2002–2007 : Rory Brady
- 2007–2011 : Paul Gallagher
- 2011–2017 :  Máire Whelan
- 2017–2020 : Séamus Woulfe
- 2020–2022 : Paul Gallagher
- od 2022 : Rossa Fanning